# Microsema nubilata
Microsema nubilata là một loài bướm đêm trong họ Geometridae.